# Punt
 For alternative betydninger, se Punt (flertydig). (Se også artikler, som begynder med Punt)
Punt (også kaldet Pwenet eller Pwene af de gamle egyptere) var et kongerige fra omkring 2.500 f.Kr. Det var handelspartner med Egypten og var kendt for at producere og eksportere guld, aromatiske harpiks, grenadilla, ibenholt, elfenben og vilde dyr. Kongeriget er kendt fra gamle egyptiske optegnelser over handelekspeditioner. Nogle bibelforskere har identificeret det med det bibelske land Put.
Til tider benævnes Punt "Ta Netjeru" "Guds Land".
Den nøjagtige placering af Punt diskuteres af historikere. De fleste forskere tror i dag, at Punt lå sydøst for Egypten, mest sandsynligt i den kystnære region, hvad der i dag svarer til Somalia, Djibouti, Eritrea, det nordøstlige Etiopien og Sudans Røde Havs kyst. Dog peger nogle forskere i stedet på en række gamle inskriptioner, der lokaliserer Punt på Den Arabiske Halvø. Det kan også have været et område på Afrikas Horn og i det sydlige Arabien.